# لي باور
لي باور (بالإنجليزية: Lee Power)‏ (30 يونيو 1972 في المملكة المتحدة - ) هو لاعب كرة قدم أيرلندي في مركز الهجوم. شارك مع منتخب جمهورية أيرلندا تحت 21 سنة لكرة القدم وRepublic of Ireland national football B team ‏. أما مع النوادي، فقد لعب مع برادفورد سيتي وتشارلتون أثلتيك ونادي بليموث أرجايل ونادي بورتسموث ونادي بيتربورو يونايتد ونادي دندي ونادي سندرلاند ونادي ميلوول ونادي هيبرنيان ونورويتش سيتي ونادي هاليفاكس تاون وإف سي هاليفاكس تاون ونادي آير يونايتد ونادي بوسطن يونايتد.

## وصلات خارجية
- لي باور على موقع الاتحاد الدولي (مؤرشف)  (الإنجليزية)
- لي باور على موقع قاعدة بيانات كرة القدم.إي يو (الإنجليزية)
- لي باور على موقع Soccerbase.com (لاعب) (الإنجليزية)
- لي باور على موقع Soccerbase.com (مدرب) (الإنجليزية)
- لي باور على موقع عالم كرة القدم.نت (الإنجليزية)